# Ernesto Fariña
Ernesto Farina (1912, Luque, Córdoba, Argentina  -  13 de marzo de 1988, Buenos Aires) fue un destacado pintor cordobés, argentino, del siglo XX.

## Biografía
Farina nació en Luque, Provincia de Córdoba (Argentina), en 1912.

## Trayectoria
Perteneció al grupo que se conoce como la «Generación del ‘40», junto a Horacio Álvarez, Alejandro Bonome, José Cárrega Núñez, Egidio Cerrito, Jorge Horacio Córdoba, Alberto Gastaldi, Esteban Olocco, Manuel Reyna, Martiniano Scieppaquercia, Armando Sica, Roberto Viola y Luis Waisman entre otros.
Estudió en la Academia Provincial de Córdoba con Carlos Camilloni y, a partir de 1930, en Turín, Italia, con Teonesto Deabate. Es allí donde conoce a otro pintor argentino, Santiago Cogorno, con quien establece una amistad.

Los pintores del Novecento —Severini y Carrá, particularmente—, Cézanne y, luego, los cubistas, suscitaron su entusiasmo. De vuelta a la Argentina, en 1938, la realidad cordobesa -su tierra, su luz, sus gentes- lo desconcierta. Siente la necesidad de adecuar sus medios técnicos a esta realidad nueva y se plantea el problema de expresar su visión de este paisaje con un criterio pictórico vinculado a la preocupación clásica de los maestros del Novecento italiano. El primero de los espectáculos que lo conmueve de manera profunda y despierta su interés —al regresar a su tierra— es el de los barrancones desolados y polvorientos de los alrededores de la ciudad de Córdoba. Su versión pictórica de esos barrancones importa una nota de extrema originalidad en la pintura argentina de paisajes. Por ahondamiento en su carácter Fariña transfigura su realidad visible en una realidad poética de punzante severidad. La desolación enrarecida de sus maestros de la pintura metafísica se une en estos cuadros a una decidida voluntad constructiva y a un color severo en el que predomina la gravedad de los ocres y los pardos. Con análoga originalidad Fariña ha pintado otros paisajes de su tierra cordobesa y de su ciudad y composiciones y naturalezas muertas de diversa índole. Son particularmente recordables por su densidad plástica, su resonancia poética y el acento personal que fluye de sus delicadas gamas colorísticas, sus series posteriores de terrazas y patios cordobeses, de sus yuyales y, finalmente, de sus composiciones con motivos frutales tratados con extrema y refinada sobriedad.

Fue maestro de grandes artistas como Antonio Seguí.
Dio clases en la Escuela Provincial de Bellas Artes “Dr. Figueroa Alcorta” y en la Escuela de Artes de la Universidad Nacional de Córdoba.
Desde 1969 vive en Buenos Aires.
Participa en numerosas muestras colectivas  y es invitado por la Fundación Lorenzutti para sus «Panoramas de la pintura argentina» y la muestra itinerante «150 años de la pintura Argentina».

Fallece en la ciudad de Córdoba el 13 de marzo de 1988.

## Premios y reconocimientos
Farina recibió varios premios provinciales y nacionales y numerosos reconocimientos.
- 1966 Asesor  artístico en la Bienal Americanas de Arte IKA, Córdoba.[2]
- 1964 Asesor  artístico en la Bienal Americanas de Arte IKA.
- 1962 Asesor  artístico en la Bienal Americanas de Arte IKA.
- 1961 Premio Wortheim.[2]
- 1961 Premio Acquarone.[2]
- 1960 Primer Premio III Salón IKa.[2]
- 1958 Premio P. Pellanda en el Salón de Córdoba.
- 1954 1º Premio Salón de Córdoba.[2]
- 1948 Premiado por el Salón Nacional de Bellas Artes, Santa Fe.[2]
- 1944 1º Premio Salón Municipal.[2]

## Obra
Sus cuadros están colgados en numerosos museos y colecciones privadas.
- Museo Municipal Dr. Genaro Pérez, Córdoba.
- Museo Municipal de La Rioja.
- Museo Provincial Emilio A. Caraffa, Córdoba.
- Museo Rosa Galisteo, Santa Fe.
- Museo Nacional de Bellas Artes, Buenos Aires.